# Área metropolitana de Dayton
El área metropolitana de Dayton, Gran Dayton (en inglés Greater Dayton), Valle de Miami (en inglés Miami Valley)  o Área Estadística Metropolitana de Dayton, OH MSA, como la denomina oficialmente la Oficina de Administración y Presupuesto, es un Área Estadística Metropolitana centrada en la ciudad de Dayton, en el estado estadounidense Ohio. Tiene una población de 841.502 habitantes según el Censo de 2010, convirtiéndola en la 61.º área metropolitana más poblada de los Estados Unidos.

## Composición
Los 4 condados del estado de Ohio que componen el área metropolitana, junto con su población según los resultados del censo 2010:
- Greene – 161.573 habitantes
- Miami – 102.506 habitantes
- Montgomery – 535.153 habitantes
- Preble – 42.270 habitantes

## Principales comunidades del área metropolitana
Ciudad principal o núcleo
- Dayton

Otras ciudades con más de 30.000 habitantes
- Kettering
- Beavercreek
- Huber Heights